# Kasimir I. (Teschen)
Kasimir I. (tschechisch: Kazimír I. Těšínský, polnisch: Kazimierz I cieszyński; * um 1280/1290; † 1358) war von 1315 bis 1358 Herzog von Teschen. 

## Herkunft und Familie
Kasimir I. war der Sohn des Teschener Herzogs Mesko I. Der Name seiner Mutter, die um 1303 verstarb, ist unbekannt. 1321 heiratete er Euphemia I. von Masowien, die neun Kinder gebar:
- Anna (1325–1367), verheiratet mit dem Liegnitzer Herzog Wenzel I. († 1364)
- Wladislaus († 1355)
- Jolanta Helena († 1364), Äbtissin von St. Klara in Krakau
- Boleslaw († 1356), Kanoniker in Breslau, Hofkaplan des Kaisers Karl IV., Propst in Prag
- Przemislaus I. († 1410)
- Agnes († 1371), ⚭ 1354 Konrad II. von Oels († 1403)
- Johann/Hanuš († nach 1391), Kleriker der Breslauer Diözese
- Siemowit/Ziemowit († 1391), Komtur der Johanniter von Klein Öls, ab 1372 Prior der Johanniter-Provinz Böhmen, Mähren und Polen sowie der österreichischen Länder[1]
- Elisabeth († 1364), Nonne in Trebnitz

## Leben
Nach dem Tod seines Vaters um 1315 erhielt Kasimir den südwestlichen Teil des Herzogtums mit der Stadt Teschen im Mittelpunkt. Er unterhielt zunächst gute Beziehungen zu Władysław I. Ellenlang, der 1320 polnischer König wurde. Als dieser aber mit der Unterstützung litauischer Truppen in das Herzogtum Auschwitz einfiel, wandte sich Kasimir dem böhmischen König Johann von Luxemburg zu. Zusammen mit den Herzögen Bolko von Falkenberg und Wladislaus von Beuthen-Cosel begab er sich im Februar 1327 nach Troppau, um dort König Johann zu huldigen, der sich auf einem Kriegszug von Brünn über Oberschlesien nach Krakau befand. Am 18. und 19. Februar übergaben sie König Johann formal ihre Gebiete, die sie anschließend wiederum als ein Lehen der Krone Böhmen vom König verliehen bekamen.
Kasimir wollte eine weitere Zersplitterung des Herzogtums vermeiden und sah deshalb nur seinen Sohn Przemislaus I. als seinen Nachfolger vor. Für die verbleibenden Söhne wählte er eine geistliche Laufbahn. 1334 erwarb er von Herzog Wladislaus von Beuthen und Cosel das Herzogtum Sewerien, wodurch ihm die Ausdehnung seines Einflussbereiches gelang.
Es wird vermutet, dass Kasimir die Teschener Burg neu errichtete und die Stadt mit einer Stadtmauer befestigte. Er unterstützte auch die wirtschaftliche Entwicklung des Herzogtums durch die Förderung der Städte.